# 藍蕉鵑
藍蕉鵑，是蕉鵑目蕉鵑科藍蕉鵑屬下的唯一一種鳥類。這個以水果為主食的鳥類主要分佈於非洲撒哈拉沙漠以南的森林中，是蕉鵑中體型最大、分佈最廣的物種。
如其名，藍蕉鵑是以藍色為其羽毛主色，其頭冠為黑色、鳥喙為紅色及黃色，胸前則為綠色，再加上其不畏人的性格，使之好觀察且容易辨別；而其特殊的「kok」叫聲也是其中一個鑑別特徵。這個物種主要呈團體行動，會一同維護同樣的領地，且繁殖時也常有助手協助看顧幼鳥。藍蕉鵑全年皆可能會繁殖，每窩產2枚卵，29—31天後孵化，31—38天左右時可離巢，但親鳥常常會照顧至三個月大。目前其族群趨勢穩定且分佈範圍廣大的因素影響下，《國際自然保護聯盟瀕危物種紅色名錄》將藍蕉鵑列為無危物種。

## 命名與分類
藍蕉鵑是法國鳥類學家路易·皮埃爾·維埃約於1816年所描述的物種。其模式產地位於獅子山共和國。:499種小名由來自拉丁語的，意指「有冠、有羽冠的」。:122
1860年，德國鳥類學家費迪南德·海內在論文中提及這種鳥類因其巨型的體型，應將其獨立在一個屬內而創建了。其屬名來自古希臘語，指「顫動的羽冠」。:119
|  | 灰蕉鵑屬 |
|  |          |
|  | 藍蕉鵑屬 |
|  |          |

|  | Gallirex                                                  |
|  |                                                           |
|  | \| \| Menelikornis \| \| \| \| \| \| 冠蕉鵑屬 \| \| \| \| |
|  |                                                           |
|  | Menelikornis                                              |
|  |                                                           |
|  | 冠蕉鵑屬                                                  |
|  |                                                           |

|  | Menelikornis |
|  |              |
|  | 冠蕉鵑屬     |
|  |              |

|  | 灰蕉鵑屬 |
|  |          |
|  | 藍蕉鵑屬 |
|  |          |

|  | Gallirex                                                  |
|  |                                                           |
|  | \| \| Menelikornis \| \| \| \| \| \| 冠蕉鵑屬 \| \| \| \| |
|  |                                                           |
|  | Menelikornis                                              |
|  |                                                           |
|  | 冠蕉鵑屬                                                  |
|  |                                                           |

|  | Menelikornis |
|  |              |
|  | 冠蕉鵑屬     |
|  |              |

|  | 灰蕉鵑屬 |
|  |          |
|  | 藍蕉鵑屬 |
|  |          |

|  | Gallirex                                                  |
|  |                                                           |
|  | \| \| Menelikornis \| \| \| \| \| \| 冠蕉鵑屬 \| \| \| \| |
|  |                                                           |
|  | Menelikornis                                              |
|  |                                                           |
|  | 冠蕉鵑屬                                                  |
|  |                                                           |

|  | Menelikornis |
|  |              |
|  | 冠蕉鵑屬     |
|  |              |

|  | 灰蕉鵑屬 |
|  |          |
|  | 藍蕉鵑屬 |
|  |          |

|  | Gallirex                                                  |
|  |                                                           |
|  | \| \| Menelikornis \| \| \| \| \| \| 冠蕉鵑屬 \| \| \| \| |
|  |                                                           |
|  | Menelikornis                                              |
|  |                                                           |
|  | 冠蕉鵑屬                                                  |
|  |                                                           |

|  | Menelikornis |
|  |              |
|  | 冠蕉鵑屬     |
|  |              |

在生物分類學中，本屬為藍蕉鵑亞科下唯一的成員，與灰蕉鵑亞科關係最近。這個物種曾有個分佈於東非的亞種，但現在被視為是無效的分類，故現為單型種，沒有其他亞種。:499

## 形態描述
藍蕉鵑的體長70—75公分，體重平均約965公克，是蕉鵑中體型最大的物種。:499其鳥喙寬平均約9.3公釐、深平均約18.4公釐、嘴峰長平均約38.8公釐，翼長平均約32.1公分；跗蹠平均長約54.2公釐，尾長平均約36.7公分。

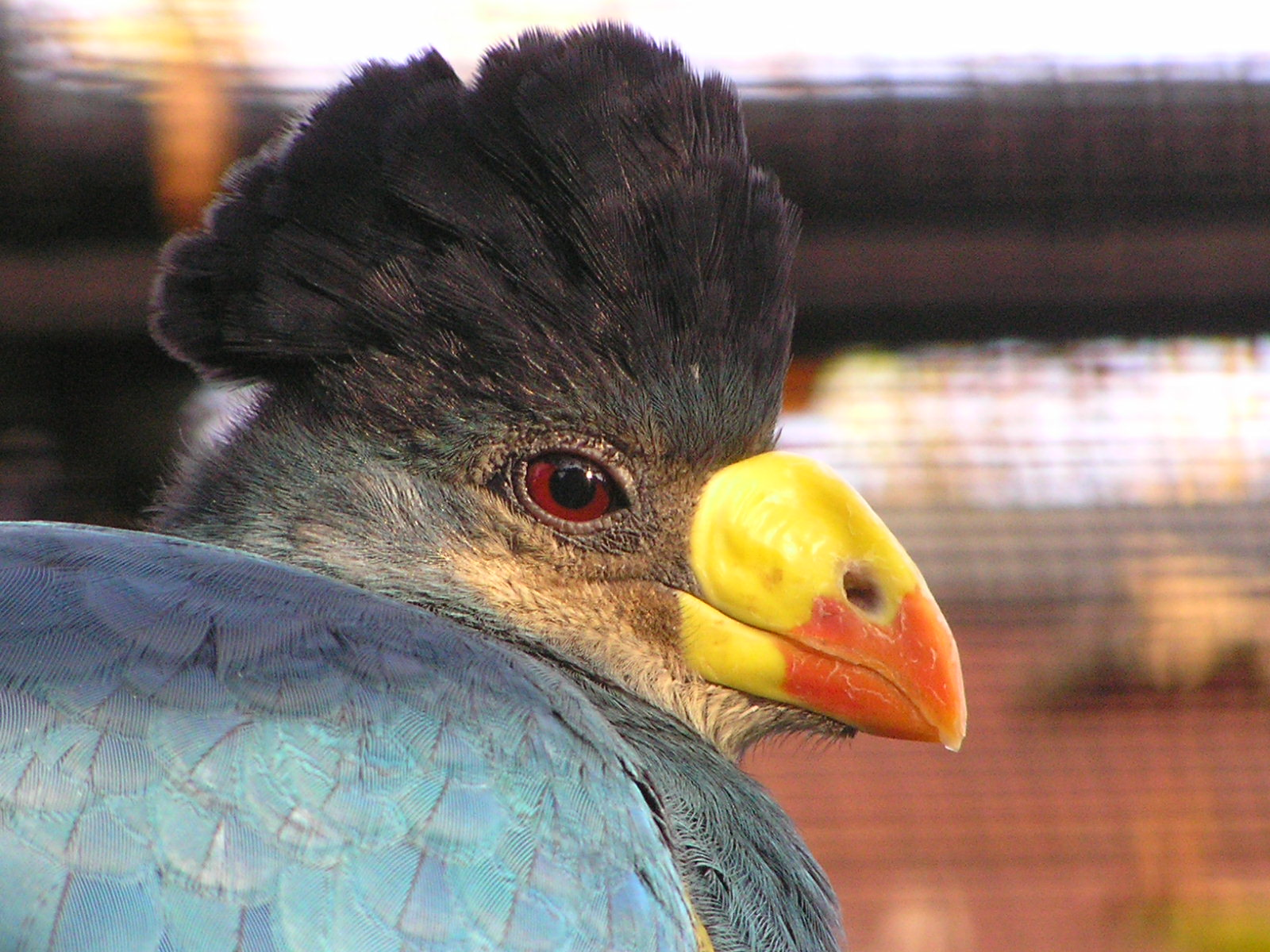
頭部特寫

藍蕉鵑成鳥的羽毛主要是藍色；頭部有顯眼的圓形黑色羽冠；胸下為綠色，腹、腿呈栗色；而翅膀上不具有其他蕉鵑所擁有的紅色羽毛。其尾巴非常長，尾羽最外側為淡黃色，末端帶有黑色寬橫紋；內側則為綠藍色。眼睛為深紅色；鳥喙黃色，尖端轉為紅色；腿腳黑色。幼鳥的顏色較為黯淡，羽冠也較小。兩性相似。

## 分佈範圍與環境
藍蕉鵑是種在非洲撒哈拉沙漠以南分佈廣泛且常見的鳥類，自幾內亞比索起至肯亞西北部、坦尚尼亞西北部和安哥拉北部地區之間。這個物種會成群出現在西非整個森林地區和峽谷間，包含原生林和較老的次生林中，在樹頂的枝條間跳躍和奔跑。垂直分佈介於海平面至2500公尺之間。:499

## 習性

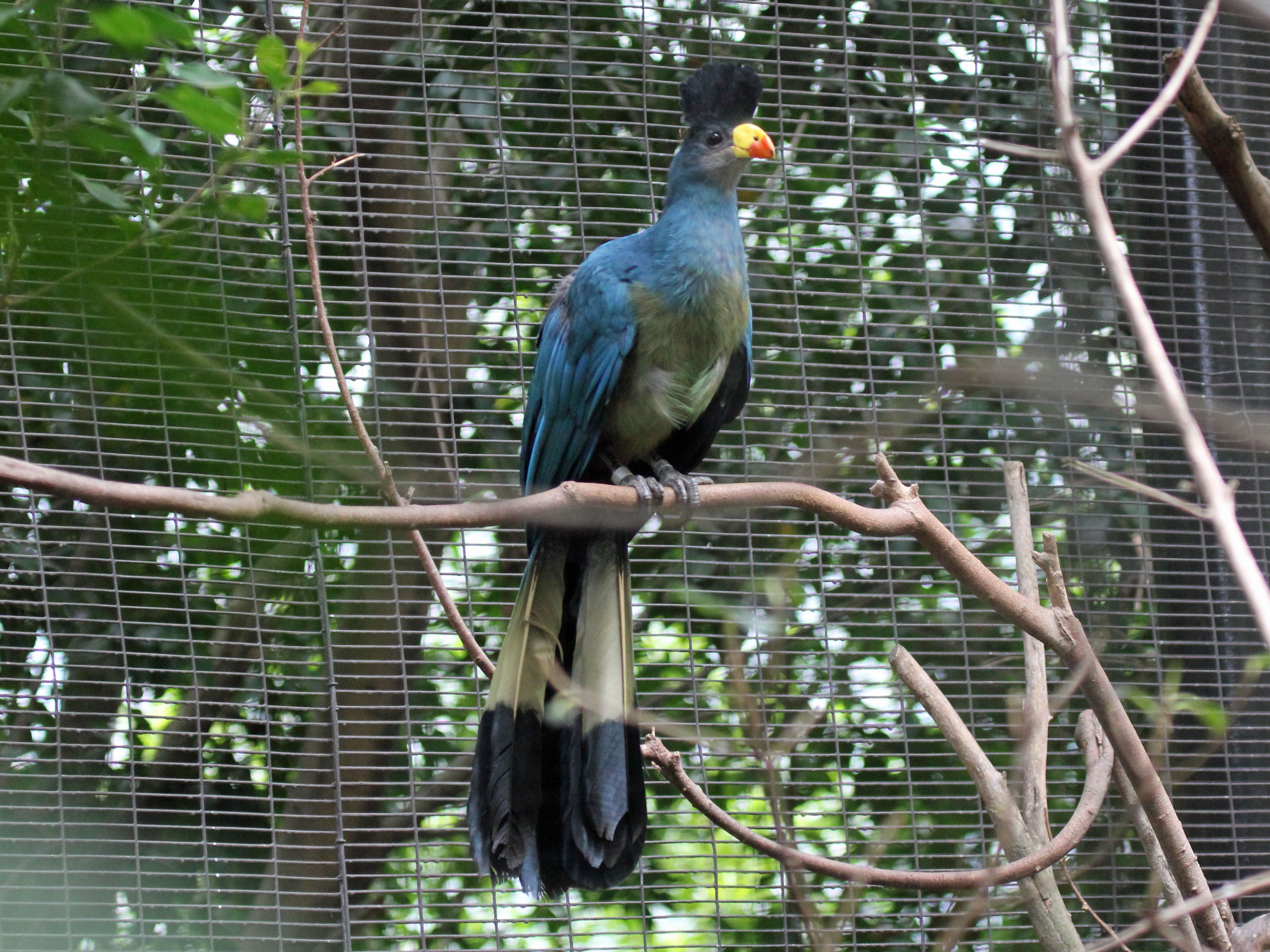
攝於美國圣迭戈动物园

藍蕉鵑經常以6、7隻的群體共同棲息於一塊常年領地中，聚集在果樹樹頂上展開和收攏尾巴。:499其群體領袖在向鄰近地盤的其他鳥類展示時會低垂其頭部、頭冠豎起、伸展脖子、翅膀下張、展開翅膀，發出的喇叭般的「krraou-ou」叫聲。
這個物種相對不善於飛行，但相對而言是個善於攀爬的鳥類；可見其在樹枝之間滑翔。其適應性相較強且不太畏人，能夠在被人為干擾過的環境中生存，也可在住宅區附近和花園中進食和築巢；也常常在眾人環視之下拍打翅膀滑翔而去。

### 食性
藍蕉鵑的主食為水果，但也吃芽、嫩枝、葉子和花等植食。:499其中牠們最偏好枇杷及番石榴類的水果。不論白天晚上，這個物種皆會食用葉子；但主要集中於傍晚時分。有時成鳥也會反芻部分葉子給予幼鳥食用。:491

### 繁殖
這個物種的繁殖季在不同地區有時間差異，整體而言一年四季皆有可能會育雛。:499其巢址在森林或農田中約8—25公尺高的樹木頂部，以樹枝築成，也有可能架設於水面上方的樹枝中。:499除了新建之外，藍蕉鵑也經常會使用之前的舊巢。每窩產2枚淡藍綠色的卵；呈橢圓形。雙親會輪流孵卵，並在29—31天後孵化。:499
雛鳥孵化後，至少會有一隻親鳥會隨時在其身側照顧，且有時也會有另一隻無關係的成鳥作為助手協助育雛。:499雛鳥在27—33天時能開始在樹之間行短距離飛翔，並在31—38天左右時可離巢；此時若有兩隻幼鳥則個別會有一隻親鳥看顧。:49945天大時的幼鳥飛行能力成熟，但親鳥往往會照顧其後代達三個月大。:499而其他成鳥有時也會探訪樹上的幼鳥。

### 叫聲
藍蕉鵑的叫聲較為特殊，是一連串低沉喉音「kok」及「krraou（或kurru）」所串連起來的叫聲。這種叫聲可以持續一段相當長的時間，且只要其中一隻開始發出叫聲，其同伴也會加入行列中產生相當大的聲音。

## 威脅及保育情形
藍蕉鵑的天敵包含掠奪、攻擊其巢穴的青长尾猴、短冠紫蕉鹃、非洲鷹及一些蛇類。:499目前其族群數量目前未有被實際估計，但其整體趨勢在缺乏明顯的威脅下被認為較為穩定。雖然這個物種適應性較強，但在一些地區如尼日利亞仍因森林砍伐而數量減少；而在西非則被視為是種美味佳餚而遭到迫害。《國際自然保護聯盟瀕危物種紅色名錄》中，因為其極大的分佈範圍及假定為穩定的趨勢，將藍蕉鵑列為無危物種。

## 外部連結
- 维基共享资源上的相關多媒體資源：藍蕉鵑
- 維基物種上的相關：藍蕉鵑
- VIREO上藍蕉鵑的圖片
- Xeno-canto上有关藍蕉鵑的錄音